# Elezioni generali in Kenya del 1992
Le elezioni presidenziali in Kenya del 1992 si tennero il 29 dicembre; videro la vittoria di Daniel arap Moi, espressione dell'Unione Nazionale Africana del Kenya, che sconfisse Kenneth Matiba, esponente del Forum per la Restaurazione della Democrazia - Asili.

## Risultati

### Elezioni presidenziali
| Candidati              | Partiti                                             | Voti      | %     |
| ---------------------- | --------------------------------------------------- | --------- | ----- |
| Daniel arap Moi        | Kenya African National Union                        | 1 927 645 | 36,57 |
| Kenneth Matiba         | Forum per la Restaurazione della Democrazia - Asili | 1 354 856 | 25,71 |
| Mwai Kibaki            | Partito Democratico                                 | 1 035 507 | 19,65 |
| Jaramogi Oginga Odinga | Forum per la Restaurazione della Democrazia - Kenya | 903 886   | 17,15 |
| Chibule wa Tsuma       | Kenya National Congress                             | 15 393    | 0,29  |
| George Anyona          | Kenya Social Congress                               | 14 253    | 0,27  |
| John Harun Mwau        | Party of Independent Candidates of Kenya            | 10 449    | 0,20  |
| David Mukaru Ng'ang'a  | Kenya National Democratic Alliance                  | 8 527     | 0,16  |
| Totale                 | Totale                                              | 5 270 516 | 100   |

#### Risultati per provincia
| Provincia   | Moi       | Moi  | Matiba    | Matiba | Kibaki    | Kibaki | Odinga  | Odinga | Altri  | Altri | Totale    |
| Provincia   | Voti      | %    | Voti      | %      | Voti      | %      | Voti    | %      | Voti   | %     | Totale    |
| ----------- | --------- | ---- | --------- | ------ | --------- | ------ | ------- | ------ | ------ | ----- | --------- |
| Centro      | 21.918    | 2,1  | 630.194   | 60,4   | 373.147   | 35,8   | 10.668  | 1,0    | 6.945  | 0,7   | 1.042.872 |
| Costa       | 188.296   | 62,1 | 33.399    | 11,0   | 32.201    | 10,6   | 42.796  | 14,1   | 6.653  | 2,2   | 303.345   |
| Est         | 290.372   | 37,0 | 79.436    | 10,1   | 392.481   | 50,0   | 13.673  | 1,7    | 8.819  | 1,1   | 784.781   |
| Nord-Est    | 46.420    | 74,8 | 7.188     | 11,6   | 3.259     | 5,3    | 5.084   | 8,2    | 73     | 0,1   | 62.024    |
| Nairobi     | 62.410    | 16,6 | 165.553   | 44,1   | 69.715    | 18,6   | 75.888  | 20,2   | 1.944  | 0,5   | 375.510   |
| Nyanza      | 117.554   | 15,2 | 10.299    | 1,3    | 51.998    | 6,7    | 581.490 | 75,4   | 9.807  | 1,3   | 771.148   |
| Rift Valley | 981.488   | 71,5 | 214.727   | 15,6   | 98.302    | 7,2    | 75.465  | 5,5    | 3.535  | 0,3   | 1.373.517 |
| Ovest       | 219.187   | 39,3 | 214.060   | 38,4   | 14.404    | 2,6    | 98.822  | 17,7   | 10.846 | 1,9   | 557.319   |
| Totale      | 1.927.645 | 36,6 | 1.354.856 | 25,7   | 1.035.507 | 19,6   | 903.886 | 17,1   | 48.622 | 0,9   | 5.270.516 |

### Elezioni parlamentari
| Liste                                               | Voti      | %     | Seggi |
| --------------------------------------------------- | --------- | ----- | ----- |
| Unione Nazionale Africana del Kenya                 | 1 327 691 | 24,47 | 100   |
| Forum per la Restaurazione della Democrazia - Asili | 1 118 247 | 20,61 | 31    |
| Partito Democratico                                 | 1 016 049 | 18,73 | 23    |
| Forum per la Restaurazione della Democrazia - Kenya | 928 364   | 17,11 | 31    |
| Kenya National Congress                             | 81 788    | 1,51  | 1     |
| Party of Independent Candidates of Kenya            | 42 109    | 0,78  | 1     |
| Kenya Social Congress                               | 17 133    | 0,32  | 1     |
| Kenya National Democratic Alliance                  | 771       | 0,01  | –     |
| Social Democratic Party                             | 177       | 0,00  | –     |
| Altri                                               | 893 266   | 16,46 | –     |
| Totale                                              | 5 425 595 | 100   | 188   |